# Ménadione
La ménadione est une naphtoquinone d'origine naturelle  ou synthétique analogue à la 1,4-naphtoquinone avec un groupe méthyle en position 2. Elle présente une activité biologique voisine de la vitamine K et est de ce fait appelée parfois vitamine K3, bien qu'il s'agisse plus exactement d'une provitamine K2 en tant que précurseur des ménaquinones.
La ménadione n'est plus utilisée dans les compléments alimentaires des pays développés en raison d'effets secondaires délétères tels que l'anémie hémolytique résultant d'un favisme acquis, ou bien des anomalies induites chez le nourrisson au niveau du cerveau et du foie, voire de rares cas de mort subite du nourrisson. Pourtant cet usage est largement répandu chez les tradipraticiens congolais et guinéens qui l'utilisent comme substitut de la quinine.
La ménadione est cependant encore utilisée comme supplément vitaminique auprès des populations à faibles revenus des pays en voie de développement, ainsi que dans l'alimentation du bétail dans de nombreux pays. Elle est également parfois ajoutée à l'alimentation des animaux domestiques des pays développés.
Elle fait l'objet de recherches en chimiothérapie associée à la vitamine C contre le cancer de la prostate,, et pour réduire les déficits en prothrombine (facteur de coagulation II) et les risques d'hémorragies associés. De plus, un déficit de production serait en cause dans certains cas d'infection de Staphylococcus aureus résistant aux antibiotiques.